# Jean-Martin de Prades
Jean-Martin de Prades, né le 23 juillet 1724 à Castelsarrasin et mort en 1782 à Głogów, est un théologien et encyclopédiste français.

## Biographie
Destiné à l’état ecclésiastique, Prades fit ses premières études en province avant de venir à Paris où il demeura dans plusieurs séminaires, entre autres dans celui de Saint-Sulpice. Jeune encore et imbu de la philosophie à la mode, il avait des relations avec les encyclopédistes et avec Diderot lui-même. Lié avec les auteurs de l’Encyclopédie, il leur fournit plusieurs articles, dont celui intitulé « Certitude ».
Quelques mois après avoir donné cet article à l’Encyclopédie, il se présentait le 18 novembre 1751 à la licence en Sorbonne avec une thèse qui, par son étendue, par la nouveauté et la hardiesse de quelques vues, par le mélange de la philosophie avec la théologie, par l’élégance de la latinité, se distinguait de toutes les autres thèses du même genre. C’était l’esquisse d’un plan général d’apologie de la religion chrétienne dans laquelle le bachelier déployait beaucoup d’érudition et un grand zèle contre les incrédules, n’épargnant pas même Buffon et Montesquieu. La thèse fut approuvée par le syndic, par le grand maître des études, par les censeurs, et soutenue avec le plus grand éclat par son auteur, proclamé licencié à l’unanimité, sans que, dans toute la Sorbonne, un seul docteur se fût avisé de toutes les impiétés qu’on devait bientôt y voir.
Dans cette thèse qui avait d’abord paru irréprochable à la Sorbonne, dont l’objet était la vérité de la religion, l’abbé de Prades, prenant l’homme à son origine, dans l’état de nature, décrivait d’abord le commencement et les progrès de ses connaissances, indépendamment de toute lumière surnaturelle, pour ensuite le conduire à la religion. Là se montrait à découvert le disciple de la philosophie de la sensation, le collaborateur de l’Encyclopédie. Selon le bachelier, la sensation d’où, comme d’un tronc, sortent toutes nos idées réfléchies, est la source unique de nos connaissances, et l’expérience du besoin que nous avons les uns des autres, ou l’utilité, est l’unique fondement de la société. Il transformait l’idée de justice en un simple sentiment de réaction des faibles contre l’oppression des forts. Enfin, toute cette partie de la thèse était fidèlement calquée sur le discours préliminaire de l'Encyclopédie.

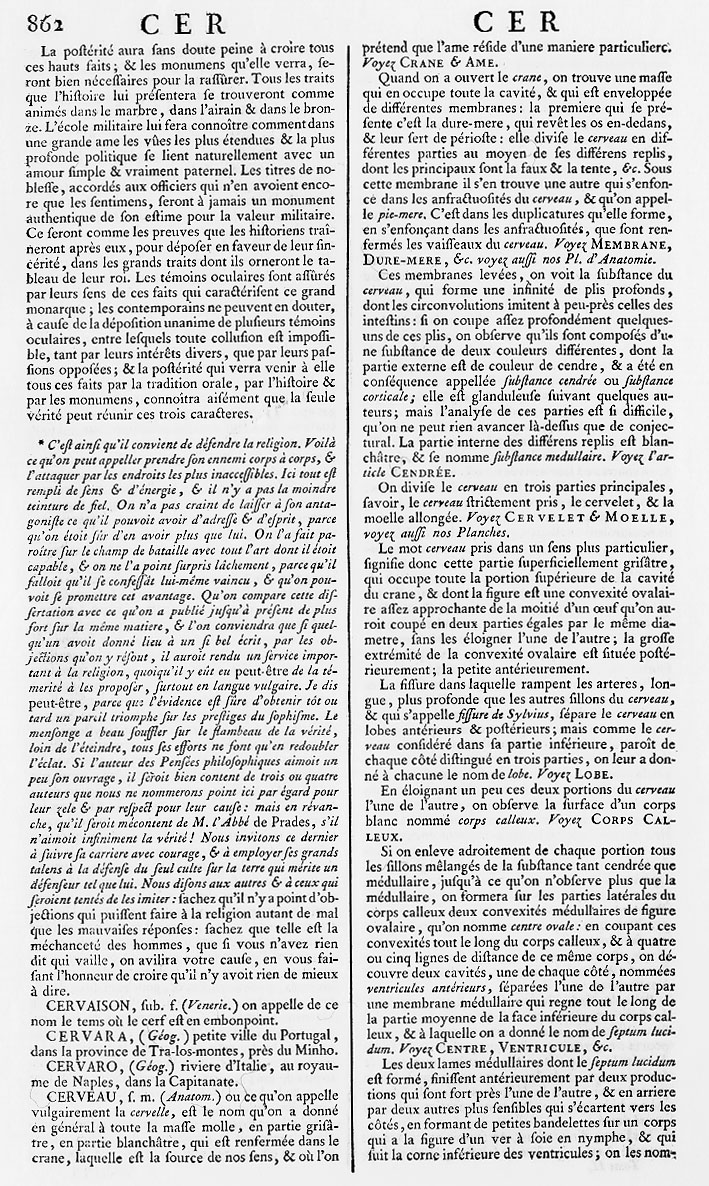
Dernier côté de l’article « Certitude » dans le deuxième volume de l’Encyclopédie avec la conclusion élogieuse de Diderot dans la colonne de gauche.

Soit amour de la vérité, soit haine de l’Encyclopédie, soit désir d’humilier la Sorbonne, surtout de la part des jansénistes ou appelants qui en avaient été récemment exclus, une grande clameur s’éleva contre la Sorbonne pour avoir approuvé de semblables doctrines mettant en parallèle les guérisons opérées par Jésus-Christ et celles qu’avait pu faire Esculape qui excitèrent surtout le plus grand scandale. Le Parlement s’en émut, les évêques firent des mandements, le pape Benoît XIV lui-même lança une bulle le 22 mars 1752 . On voulut y voir un complot tramé par les encyclopédistes pour insulter la religion et faire triompher l’impiété en pleine Sorbonne. La Sorbonne, qui l’avait approuvée, s’assembla à nouveau pour la traiter d’impie. Humiliée, elle fut obligée de confesser sa faute, de condamner ce qu’elle avait approuvé, et d’inventer les plus misérables prétextes, tels que la surprise, la prolixité de la thèse, et même la petitesse des caractères, pour expliquer au public comment elle n’apercevait qu’après coup tant de grosses et dangereuses erreurs.
La Sorbonne s’efforça de faire oublier l’éclat de son approbation par la violence de sa tardive censure. Il est dit, dans le préambule, que la Faculté n’a pu voir sans horreur, horruit sacra Facultas, cet ouvrage de ténèbres enfanté par un de ses bacheliers. Au premier rang parmi les propositions condamnées, est celle qui fait dériver toutes les idées des sens : ex sensationibus seu rami ex trunco omnes ejus cogitationes pullulant. Quelques jours après, le Parlement, rivalisant de zèle avec la Faculté, rendit un arrêt où il déclarait qu’il restait à procurer au public la réparation du scandale, et que des châtiments publics sont dus aux impies : « Entrer dans l’étude de nos mystères augustes par des spéculations fausses où souvent le déisme, sous le nom de la métaphysique, prétend considérer les hommes dans l’état de pure nature… Ne rien attribuer à Dieu dans les rapports qui forment la société, ni à la religion dans les lois qui la soutiennent, faire descendre la loi naturelle du vice et de l’intérêt, ne reconnaître aucun principe de bien et de mal, aucune idée primitive de vertu… C’est là, comme on le voit dans cette thèse, ce qu’une science nouvelle substitue aux dogmes de la foi et aux notions naturelles de notre raison. » En conséquence il était ordonné que le bachelier « serait pris et appréhendé au corps et amené ès-prison de la conciergerie de cette ville, pour répondre sur lesdits faits de scandale. »
L’abbé de Prades, craignant le ressentiment de ses ennemis, prit prudemment la fuite pour se réfugier en Hollande, puis en Prusse à Berlin (1752) sous la protection de Frédéric II. L’abbé de Prades y fit face à tous ces adversaires avec beaucoup d’esprit, d’habileté et même d’éloquence, publiant son Apologie (1752), ceux qui ont voulu prendre la peine pour la condamner. Quoi donc, la Sorbonne ne sait-elle plus distinguer la vérité de l’erreur que quand elle est imprimée en gros caractères ? D’ailleurs qu’a de commun la petitesse des caractères avec mes réponses de vive voix ? ». Il releva les contradictions de la Sorbonne, qu’il accusa de donner un démenti à tout son passé philosophique, en condamnant la doctrine qui fait dériver toutes nos connaissances des sens, à laquelle Diderot ajouta une réfutation d’un mandement de l’évêque d’Auxerre.
Bien accueilli du roi de Prusse qui l’admit à l’Académie de Berlin, l’abbé obtint de lui, sur les recommandations de Voltaire et du marquis d’Argens, la place de lecteur du roi de Prusse avec une pension et se rendit à Potsdam, où il fut accueilli comme une victime de la persécution. Voltaire, qui reçut l’abbé de Prades à Berlin, et qui lui donna le surnom de frère Gaillard, le trouvait naïf, gai, instruit et capable de s’instruire, intrépide dans la philosophie, dans la probité, et dans le mépris pour les fanatiques et les fripons :

« C’est je vous jure, le plus drôle d’hérésiarque qui ait jamais été excommunié. Il est gai, il est aimable, il supporte en riant sa mauvaise fortune. »

L’abbé eut la chance de plaire à Frédéric qui le gratifia, outre sa pension, de deux canonicats, l’un à Oppeln, et l’autre à Glogau. Mais l’affection que lui témoignait le roi ne pouvait manquer d’exciter la jalousie des courtisans. Pendant la guerre de Sept Ans, l’abbé de Prades, retiré dans Magdebourg, fut accusé d’être en correspondance avec un secrétaire du duc de Broglie, et de l’instruire des mouvements de l’armée prussienne ; il fut mis aux arrêts dans sa chambre mais, comme Frédéric sut bientôt qu’il n’avait mandé que des nouvelles indifférentes, il eut la ville pour prison. À la paix, ayant reçu l’ordre de se rendre à Glogau, avec le conseil de ne pas sortir de cette ville sans nécessité, et surtout de ne s’y mêler et de ne parler de rien, l’abbé de Prades obéit. Il s’était depuis longtemps, cédant à l’influence de l’évêque de Breslau, réconcilié avec l’Église en signant, le 6 avril 1754), une rétractation solennelle des principes qu’il avait soutenus dans sa thèse : il devint archidiacre du chapitre de Glogau.
L’abbé de Prades est auteur de l’Abrégé de l’histoire ecclésiastique de Fleury (supposé) traduit de l’anglais, Berne (Berlin), 1767, a vol. pet. in-8°. La Préface, du roi de Prusse, est remplie d’invectives contre le christianisme. On trouva, dans les manuscrits de l’abbé de Prades, une Traduction complète de Tacite qui n’a pas été imprimée, et l’on ignore ce qu’est devenu le manuscrit. Il aurait travaillé, avant sa sortie de France, à un Traité sur la vérité de la Religion : s’il a terminé cet ouvrage, il est également resté inédit.